# Сухов Іван Степанович
Іва́н Степа́нович Су́хов (рос. Иван Степанович Сухов; 19 вересня 1907 — 11 жовтня 1976) — радянський військовий льотчик, полковник авіації (1938). Герой Радянського Союзу (1939). Штурман-випробувач 1-го класу (1950).

## Життєпис
Народився в селищі Бєлорєцький Завод (тепер — місто Бєлорєцьк, Башкортостан) в робітничій родині. Росіянин. У 1919 році закінчив 4 класи початкової школи. До 1921 року працював ремонтним робітником на Бєлорєцькій залізниці, у 1921—1925 роках — чорноробом на Бєлорєцькому металургійному заводі, а у 1925—1928 роках — майстром-цвяхарем на дротово-цвяховому заводі.
У лавах РСЧА з вересня 1928 року. У 1931 році закінчив Казанську піхотну школу, до червня 1932 року служив у піхотних частинах Приволзького військового округу. В червні 1932 року направлений на навчання до Оренбурзької військової авіаційної школи льотчиків-спостерігачів, яку скінчив у грудні того ж року. Проходив службу штурманом у стройових частинах ВПС Білоруського військового округу. У 1935 році закінчив Курси штурманів при Єйській військовій авіаційній школі морських льотчиків. Був штурманом авіаційного загону, 12-ї швидкісної бомбардувальної авіаційної ескадрильї у Білоруському військовому окрузі.
З 30 березня по 1 вересня 1938 року брав участь у бойових діях у Китаї. Як штурман авіаційної ескадрильї здійснив 28 бойових вильотів на бомбардувальнику СБ із загальним бойовим налетом у 69 годин.
У 1938—1939 роках — штурман 18-го швидкісного бомбардувального авіаційного полку ВПС Московського військового округу. Брав участь у радянському вторгненні до Польщі у 1939 році. З листопада 1939 року — штурман-інспектор Управління ВПС Червоної Армії.
Учасник радянсько-фінської війни 1939—1940 років. З серпня 1940 року — штурман авіаційної дивізії ВПС Прибалтійського військового округу. На цій посаді зустрів німецько-радянську війну.
У червні — серпні 1941 року — штурман 8-ї змішаної авіаційної дивізії ВПС Північно-Західного фронту, з серпня 1941 — в розпорядженні командира 81-ї авіаційної дивізії, у січні — квітні 1942 року — штурман ескадрильї 433-го розвідувального авіаційного полку, у квітні — листопаді 1942 року — штурман ВПС 26-ї армії Карельського фронту, у листопаді 1942 — березні 1943 року — старший штурман 259-ї винищувальної авіаційної дивізії Карельського фронту, у березні 1943 — травні 1945 року — головний штурман 5-го винищувального авіаційного корпусу 1-го Українського фронту.
Після закінчення війни продовжив службу в стройових частинах ВПС СРСР. У травні 1946 року полковник І. С. Сухов вийшов у запас.
У 1946—1950 роках — штурман-випробувач авіазаводу № 51 (м. Реутов Московської області). Брав участь у випробуваннях прямоточних повітряно-реактивних двигунів конструкції В. М. Челомея на літаючих лабораторіях Ту-2ЛЛ і Пе-8ЛЛ.
У 1950—1958 роках — штурман-випробувач Науково-випробувального інституту обладнання літаків (м. Жуковський Московської області). Брав участь у випробуваннях різноманітного авіаційного обладнання на літаках Лі-2, Іл-12, Іл-14 та Іл-28.
Мешкав у Москві, де й помер. Похований на Ваганьковському кладовищі.

## Нагороди
Указом Президії Верховної Ради СРСР від 22 лютого 1939 року «за зразкове виконання завдань уряду по зміцненню оборонної моці Радянського Союзу та виявлений при цьому героїзм» полковнику Сухову Івану Степановичу присвоєне звання Героя Радянського Союзу з врученням ордена Леніна. Після введення особливого знаку відзнаки — медалі «Золота Зірка» у 1940 році отримав нагороду за № 470.
Також нагороджений орденами Червоного Прапора (11.06.1945), Вітчизняної війни 1-го ступеня (05.07.1944), двома орденами Червоної Зірки (19.05.1940, 03.11.1944) і медалями.